# 森田病院
森田病院(もりたびょういん)は石川県小松市にある医療機関。

## 診療科
出典
- 整形外科
- 内科
- 呼吸器内科
- 消化器内科
- 老年内科
- 神経内科
- 麻酔科
- 外科
- 消化器外科
- 肛門外科
- リウマチ科
- リハビリテーション科

## 交通
出典
- JR小松駅から車で3分
- JR小松駅から園町バス停下車徒歩0分

## 医療機関の指定・認定
出典
| 救急告示指定病院               | 労災保険指定医療機関 |
| 生活保護法指定医療機関         | 身体障害者指定医     |
| 原子爆弾被害者一般疾病医療機関 | 結核指定医療機関     |